# Хантиновка
Хантиновка — деревня в Сладковском районе Тюменской области России. Входит в состав Маслянского сельского поселения.

## История
До 1917 года входила в состав Маслянской волости Ишимского уезда Тюменской губернии. По данным на 1926 год состояла из 70 хозяйства. В административном отношении входила в состав Новомаслянского сельсовета Сладковского района Ишимского округа Уральской области.

## Население
| 2010 |
| ---- |
| 76   |

По данным переписи 1926 года в деревне проживало 406 человек (211 мужчин и 195 женщин), в том числе: русские составляли 100 % населения.
Согласно результатам переписи 2002 года, в национальной структуре населения русские составляли 85 % из 87 чел.